# Dubán Bayona
Duban Humberto  Bayona Ardila (Valledupar, Cesar, 9 de abril de 1987) es un cantante y compositor colombiano, reconocido por haber hecho parte de la agrupación El Binomio de Oro de América. 
Nació en Valledupar, departamento de Cesar el 9 de abril. Desde muy joven se sintió inclinado por el canto, siendo considerado como un niño prodigio del vallenato, y una de las mejores voces del Cesar.

## Historia
Se inició, en un grupo élite del Binomio de Oro conocido como dinastía Romero, por un período de 5 años, siendo llamado por Israel Romero para formar parte de la agrupación con más de 33 años de trayectoria artística: El ‘Binomio de Oro de América’, iniciándose como corista.
Debido a su rápido desempeño logró colmar las expectativas del décano Israel Romero quien la da la oportunidad de dar sus primeros pasos como vocalista de la agrupación, comenzando con pie derecho debido a su corto tiempo de vocalista principal, sonaron éxitos como "El amor no basta", "Me sobran las palabras" y "El amanecer sin ti", del trabajo discográfico titulado ‘Vuelve y pica el Pollo’.
Su hermano Deiner Bayona también fue vocalista de El Binomio de Oro de América.

## Inicio de carrera como solista
A principios del año 2013 se retira de la agrupación del Binomio de Oro y se une al acordeonero Jimmy Zambrano, quien para ese entonces había dejado de hacer pareja musical con Jorge Celedón.
Al lado de Jimmy Zambrano ya está empezando a cosechar éxitos a nivel radial como "Tu amor", de la autoría de su hermano Deiner Bayona, "La desordenada" y "Los Chocolates".

## Discografía
El Binomio de Oro de América
Israel Romero, Orlando Acosta, Didier moreno y Dubán Bayona
- Vuelve y pica el Pollo - 2008

Israel Romero, Carlos Humberto Lopez, Didier Moreno y Dubán Bayona 
- Corazón de miel - 2011

## Solista
Dubán Bayona y Jimmy Zambrano
- Métete en el viaje - 2013

Duban Bayona y Harold Ortega
- Bayonatos - 2017